# Kůň
Kůň domácí (Equus caballus) nebo pouze kůň je býložravé domestikované zvíře patřící mezi lichokopytníky. V minulosti byli koně využíváni především pro zemědělské práce, k přepravě zboží a osob, od 20. století slouží hlavně k odpočinkové jízdě a sportu.
Samice koně se nazývá klisna nebo kobyla, nebo také hřebice. Podle některých zdrojů se označení používá podle toho, zda již samice měla potomky, nebo ne. Klisna je označení pro samici, která hříbě ještě neměla, kobyla naopak ano. Na jihozápadě Čech však bývá i kůň samec označován jako kobyla. Slovník spisovné češtiny (SSČ) ale používá výraz klisna pro „dospělou samici koně aj.“ a považuje ho za synonymní ke kobyle. Slovník spisovného jazyka českého (SSJČ) používá výraz klisna pro „samici koně domácího“ a jako synonymní výrazy uvádí kobylu a hřebici. Dříve se výraz klisna používal také jako „hrubá nadávka ženě“, nověji je lichotivým vyjádřením o ženě sexuálně přitažlivé.
Plemenný samec je hřebec, vykastrovaný pak valach, jednostranně vykleštěný pak jirčák nebo klepec. Mládě koně se nazývá hříbě. Samice je v říji, se říjí nebo je říjná. Na říjnou klisnu hřebec reaguje flémováním. Gravidní samice se označuje pojmem březí. Porod je nazýván hřebením. Věda zabývající se koňmi je hipologie.

## Vzhled a stavba těla
Koně jsou čtyřnozí lichokopytníci využívající k nášlapu pouze jeden prst přeměněný v kopyto. Jedná se o přizpůsobení pastevnímu životu ve stepích a toto uspořádání končetin umožňuje velmi rychlý pohyb.

### Velikost a hmotnost
Jezdečtí koně váží od 300 do 700 kg v závislosti na plemenu. Tažní koně váží od 700 kilogramů do 1 tuny. Největší kůň v historii byl pravděpodobně Shirský kůň jménem Sampson. Byl 220 cm vysoký a jeho vrcholná váha byla odhadnuta na 1500 kg. Současný nejmenší kůň na světě je Thumbelina, plně dospělý miniaturní kůň. Je 43 cm vysoká a váží 26 kg.

### Anatomie
Kůň má v těle celkem 252 kostí. Na rozdíl od některých savců se u něj ale nevyskytuje klíční kost. Špatná nebo nedostatečně vyvinutá stavba těla (sražená záď, jelení krk, úzká kopyta, kravský postoj atd.) způsobují zdravotní problémy a snižují pohyblivost. Nohy by měly být rovné, ne vypoulené, ani klenuté k sobě.

#### Hlava a krk
Hlava by měla být přiměřená velikosti těla koně, měla by mít správný úhel připojení krku kvůli funkci dýchání a pohyblivosti. Nozdry jsou velké a široké. Podle profilu se rozlišuje hlava rovná, klabonosá (vypouklá, například u starokladrubských koní), štičí (konkávní, s miskovitým profilem, u arabských koní), volská, babská a klínovitá. Uši jsou důležité nejen pro sluch koně, ale jejich pozice slouží i ke komunikaci. Např. uši sklopené dozadu znamenají, že kůň je podrážděn. Oči jsou velké a jasné, posazeny jsou daleko od sebe. Zrakové pole pokrývá asi 340 stupňů. Žuchvy neboli ganaše jsou tvořeny hlavně žvýkacími svaly. Kůň má dlouhou hlavu proto, aby při pasení mohl mít oči dostatečně vysoko a viděl nad vrcholky trav případné nebezpečí. Základem krku je, stejně jako u všech ostatních savců, 7 krčních obratlů. Délka a tvar krku mají značný vliv na pohyb koně.

#### Hrudní končetiny

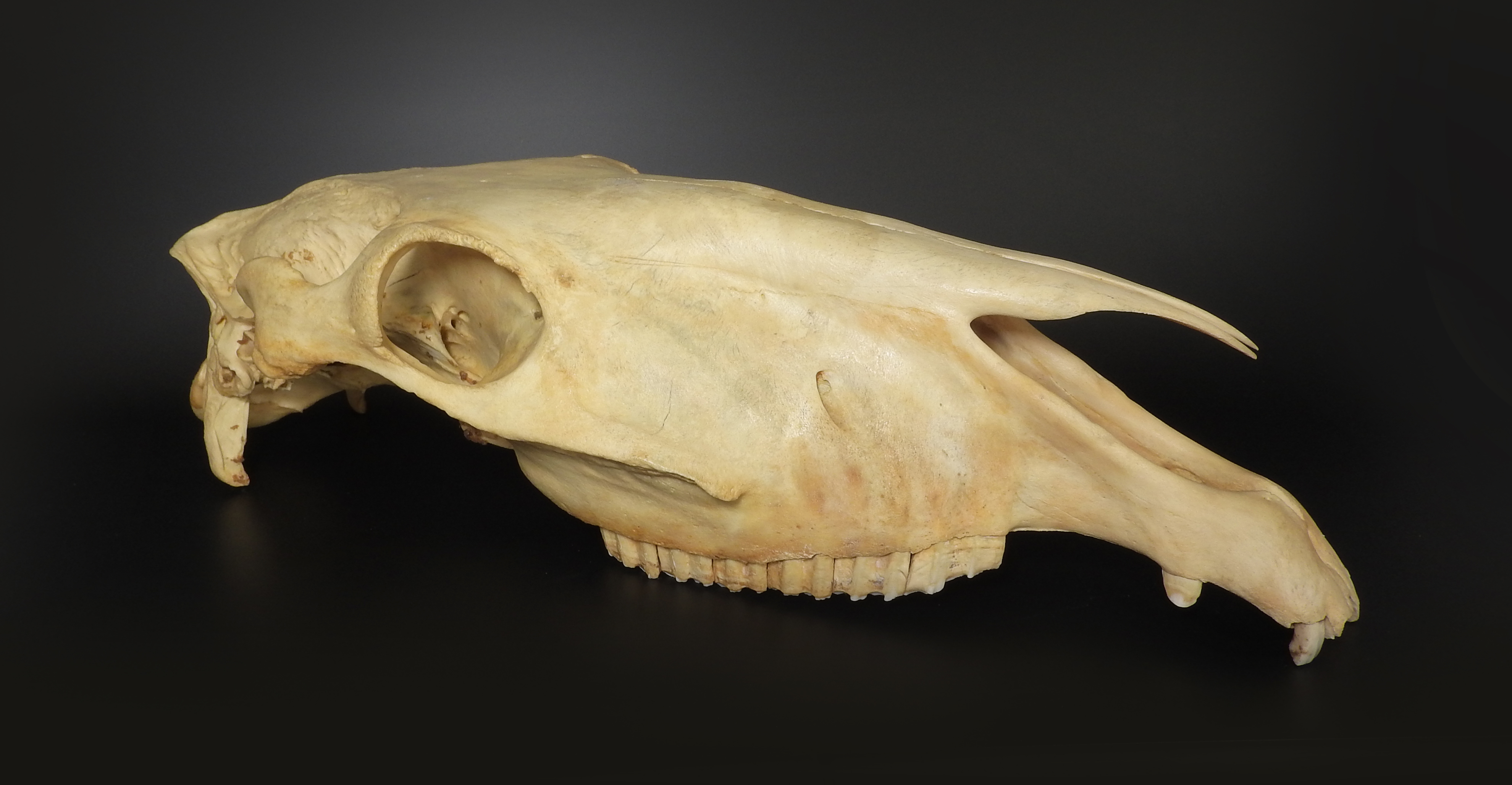
Lebka domestikovaného koně

Přední noha se skládá z:
- plec – skládá se z lopatky, která by měla svírat asi 45° se zemí, a z ramenní kosti
- předloktí – tvoří ho kost loketní a vřetenní, které jsou vzadu srostlé, mělo by být dobře nasvalené.
- zápěstí (carpus) – kloub ze sedmi malých kůstek, má být na ose přední končetiny.
- záprstí – kost záprstní
- spěnka – má svírat úhel asi 45° se zemí, základem je spěnková kost a kosti sezamské
- korunka – základem je kost korunková
- kopyto – je kožním derivátem, jehož základem je kost kopytní a střelková, ty jsou potaženy škárou a celé kopyto chrání rohové pouzdro, kopyto dělíme na část chodidlovou, stěnovou, střelovou a větve na které dosedá kopytní chrupavka, mělo by svírat úhel asi 55° s horizontálou
- kaštánek – zaniklý prst zevnitř nohy koně na lokti

#### Pánevní končetiny
Zadní noha se skládá z:

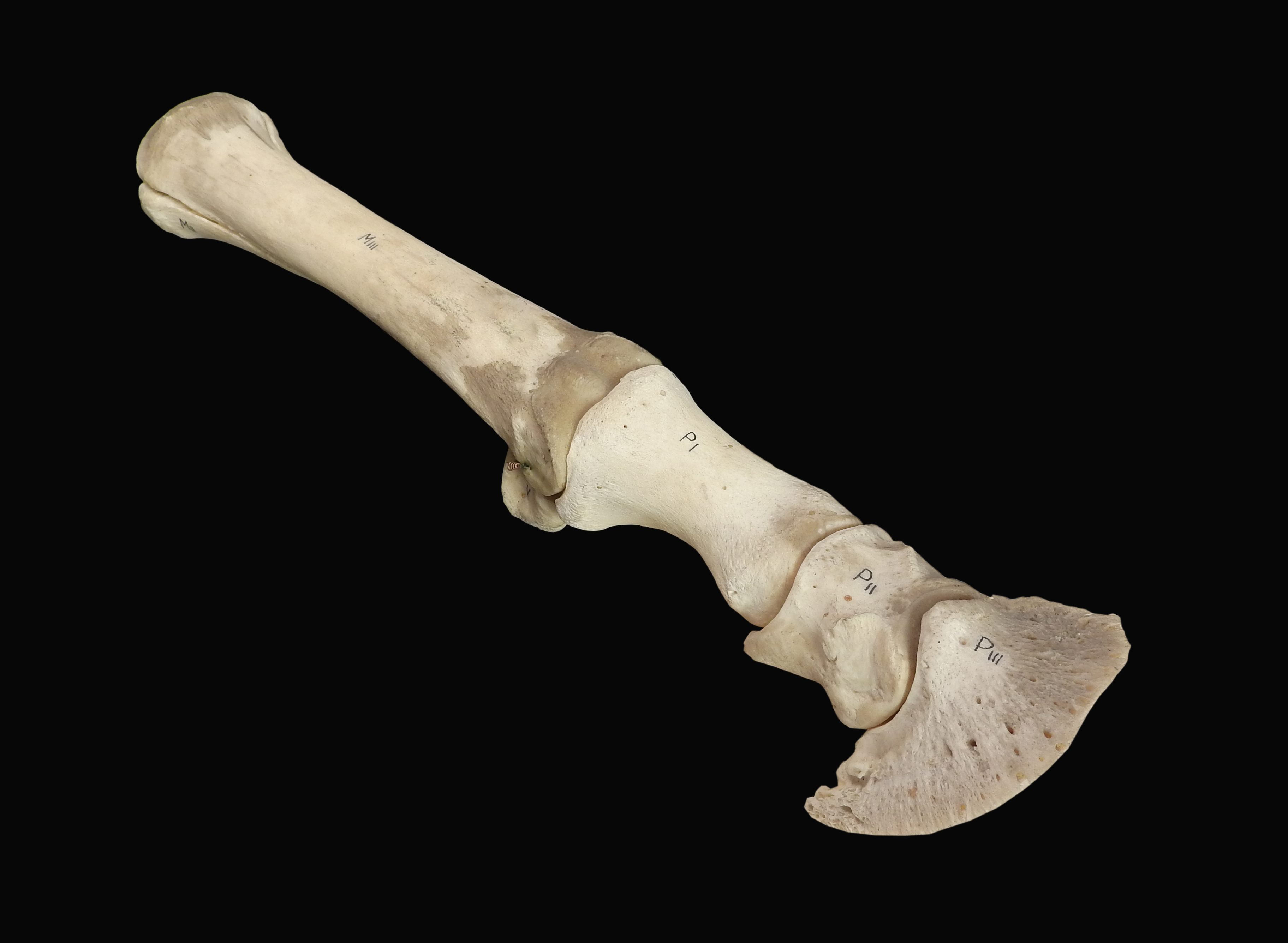
Anatomie nohy koně, od shora: kost nártní, kost spěnková (pod ní částečně skryté sezamské kosti), kost korunková a kost kopytní.

- stehno – stehenní kost, stehenní sval
- bérec – holenní a lýtková kost, bérce mají být dlouhé a svalnaté
- hlezenní kloub – jeden z nejdůležitějších kloubů, skládá se z 6 kostí, měl by být pod hrbolem sedací kosti
- nárt – je delší než záprstí, čím je delší, tím rychleji se může kůň pohybovat
- spěnka – má svírat asi 45° se zemí, základem je spěnková kost
- korunka – základem je kost korunková
- kopyto – základem je kost kopytní a střelková, ty jsou potaženy škárou a celé kopyto chrání rohové pouzdro, mělo by svírat asi 45° s horizontálou, kopyta se před opotřebováním chrání podkovami.
- kaštánek – zaniklý prst

#### Osová část těla
Hřbet tvoří 18 obratlů, k nim se upíná 18 párů žeber, z nich je 10 párů nepravých. V přední části hřbetu se nachází kohoutek. U hrudníku platí, že čím je prostornější, tím vyšší výkony může kůň podávat. Základem beder je 6 bederních obratlů, u arabských koní jich bývá jen 5. Mají být široká a pevná. Záď tvoří pánev a svalstvo, připojuje se k ní ohon, který slouží k odhánění hmyzu. Základem je 17–19 ocasních obratlů a je porostlý žíněmi. Pokud je ocas svěšený mezi zadníma nohama, bývá to známka onemocnění nebo jiných stresových podmínek.

### Srst
Srst se skládá z krycích a podsadových chlupů. Podsadové chlupy jsou duté a slouží k tepelné izolaci, narůstají na zimu. Hříbata se rodí s podsadovými chlupy, krycí jim začínají růst až po asi 3 měsících. Výměna chlupů se nazývá línání. Kůň má i ochranné chlupy – žíně a rousy. Jsou hrubší, dlouhé a pevněji zapuštěné do škáry, tvoří kštici, hřívu a rousy. Vysoce citlivé jsou hmatové chlupy na pyscích a nad očima. Chlupové víry jsou důležité pro identifikaci, vznikají různým napětím podkožních svalů. Vyskytují se například na čele, krku, prsou, ve slabinách. Barva srsti spolu s barvou kůže určuje barvu koní. Čím víc vzduchu je v dřeni chlupu, tím světleji srst působí.

### Zbarvení
Existuje mnoho barev koní. Ty nejzákladnější jsou:
- Hnědák je zbarven od červenohnědé až po zlatou, vždy má černou hřívu, ocas a dolní část nohou.
- Vraník je celý černý, občas se objevují tzv. letní vraníci s hnědočernou srstí v zimě a černou v létě.
- Bělouš vybělující má jako hříbě většinou hnědou nebo černou srst, ta se věkem vyběluje směrem od hlavy až po úplně bílou barvu. Bělouš nevybělující má bílou srst smíšenou s nějakou další barvou. Pak vzniká červený bělouš – jablečňák, hnědý bělouš, šedý bělouš – mourek atd. Nevybělující bělouši mají vždy hlavu tmavší, než zbytek těla.
- Albín má úplně bílou, někdy krémovější barvu, oči jsou často červené. Albín má kůži pod srstí růžovou, bělouš černou.
- Ryzák má srst v různých odstínech zlaté, stejnou barvu nebo lehce rozdílnou má i hříva a ocas.
- Plavák má barvu do žlutošeda, tmavou hřívu, ocas i nohy. Má vždy tzv. úhoří pruh (pruh tmavé srsti vedoucí podél páteře od hřívy k ocasu) a zebrování na nohou. Pokud nemá úhoří pruh, uvádí se to jako odchylka.

Koně mají velice často vrozené odznaky (na hlavě např. hvězdu nebo lysinu, či nohou např. bílou korunku) a různé barvy kopyt. Existují i tzv. získané odznaky, mezi které patří například bílé skvrny po zranění, jizvy, výžehy nebo tetování. Dva poslední příklady, vytvořené lidmi, slouží k identifikaci jedinců.
Základní barva srsti - hnědá, světle hnědá, červenohnědá, tmavě hnědá až černá.

### Karyotyp
V jádru buňky koně se nachází 32 párů chromozomů.

## Evoluce koně

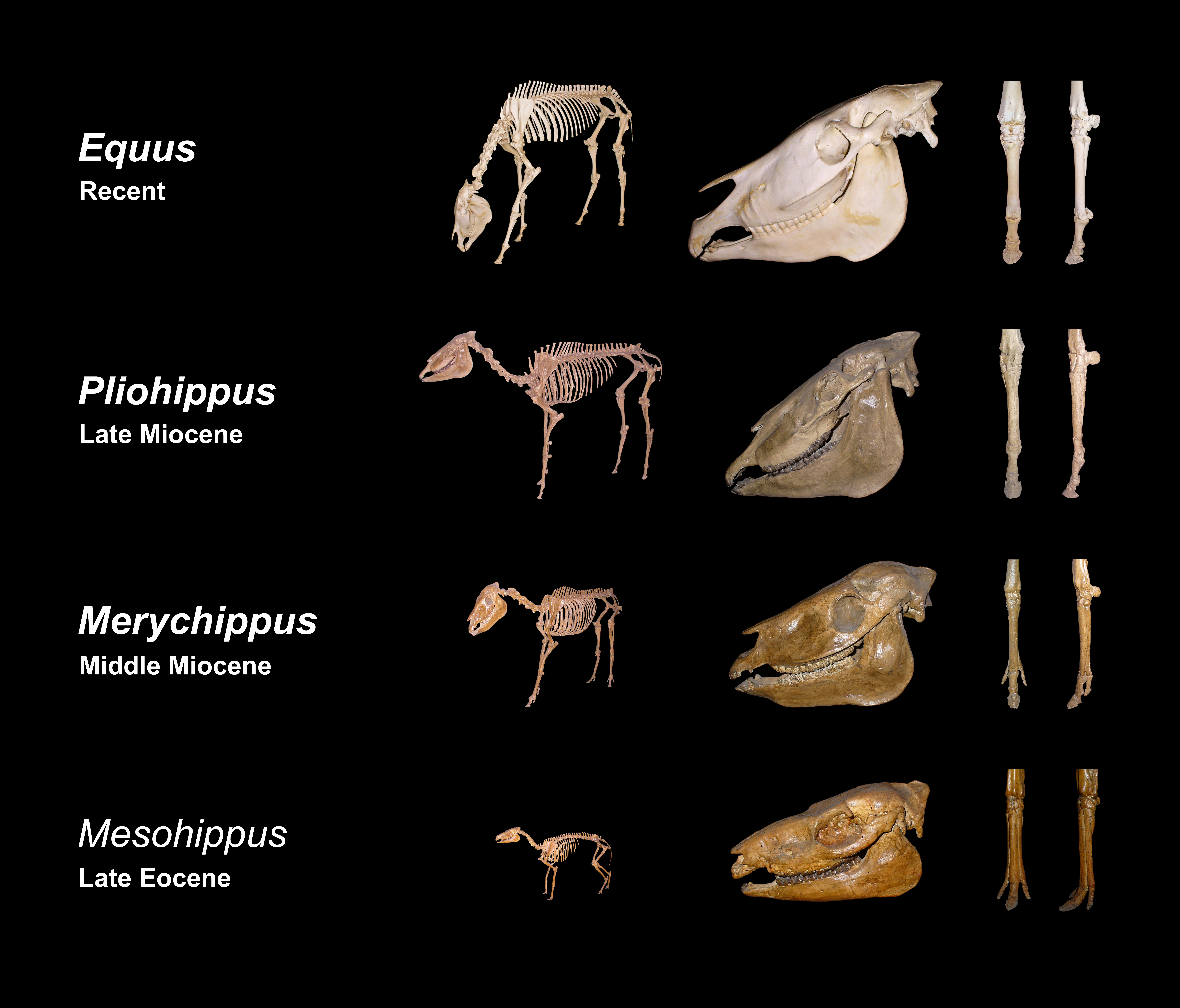
Vývoj předků koní na kompozici koster z muzea v Karlsruhe.

Předci dnešního koně jsou zařazeni do období před 60 miliony let. Z prstů se mu vyvinula kopyta jako uzpůsobení k migraci. Kůň se vyvíjel na území dnešní Severní Ameriky. Díky tomu, že byly tehdy kontinenty spojené, dostali se předci koní i do oblastí dnešní Asie. Koně v Severní Americe vyhynuli zhruba v období před 11 až 13 tisíci lety.[zdroj?] Znovu se sem vrátili až dlouho po své domestikaci v 16. století spolu s osadníky z Evropy; proto bývají volně žijící koně v Americe považováni za zdivočelý, nikoli divoký nebo reintrodukovaný druh navzdory tomu, že se zde moderní koně vyvinuli a dlouhou dobu žili. Samotný rod Equus vznikl před asi 3,4–3,9 miliony let. Dobu ledovou přežili kromě předků koně domácího (tzv. linie DOM2) ještě kůň Převalského, který díky péči zoologických zahrad přežívá dodnes a bývá označován za sesterský taxon domácích koní, Equus lenensis a koně západoevropských a středoevropských linií. Tarpan, který byl lidmi vyhuben až v moderní době, byl patrně potomkem křížení předků domácích koní a koní západoevropských a středoevropských linií, nikoli předek domácího koně či jeho feralizovaná populace.

### Eohippus
Eohippus (dříve řazený do rodu Hyracotherium) je znám jako prakoník. Žil v pralesích starších třetihor v eocénu asi před 60 miliony let. Na předních končetinách měl čtyři prsty a na zadních tři se zakrnělými zbytky prvního a pátého prstu. Měl malé a ostré zuby, pravděpodobně se živil listím. Byl velký asi jako liška, s váhou okolo pěti kilogramů.

### Orohippus
Žil ve stepích Severní Ameriky. Třenové zuby se u něj již přeměňují na čtyřboké stoličky dnešních koní, které lépe slouží k rozmělnění rostlinné potravy. Na předních nohách měl jen čtyři prsty, na zadních tři, ale již je patrná postupná redukce postranních prstů.

### MesohippusaMiohippus
Oba tyto druhy, z nichž Mesohippus je starší, byly větší než jejich předchůdce Eohippus. Jejich zuby byly již také lépe vyvinuté, mohli proto přijímat více potravy. Na všech nohou měli tři prsty. Mesohippus žil v oligocénu, Miohippus v miocénu.

### Parahippus
Parahippus se na tvrdém povrchu pohyboval pouze po prostředním prstu a ostatní dva používal jen v měkkém terénu. Dosahoval velikosti ponyho, postranní prsty se u něj již výrazněji redukují. Odštěpují se od něj linie zcela vymřelých tříprstých koní (tzv. hipparioni) a předci dnešních moderních koní.

### Merychippus
Zhruba 90 cm vysoký s prodlouženým krkem. Převážně se živil již pastvou, což mu umožňovaly vysokokorunkaté stoličky se silnější sklovinou. Stál u vzniku několika různých odlišných linií vývoje, z nichž nejdůležitější je linie Pliohippa. Právě z tohoto předchůdce se před milionem let vyvinul Equus caballus – dnešní kůň.

### Vliv podnebí na vývoj koně
Horké podnebí dávalo podnět k vývoji lehčích, vyšších koní s užšími kopyty (typickým příkladem je achaltekinský kůň a arabský plnokrevník). Naproti tomu v horských či chladnějších oblastech žili koně menší a robustnější (především ponyové). V suchých oblastech se vyvíjeli lehčí koně, ve vlhčích oblastech s bohatou pastvou koně těžcí (chladnokrevní).

## Domestikace a využití koně

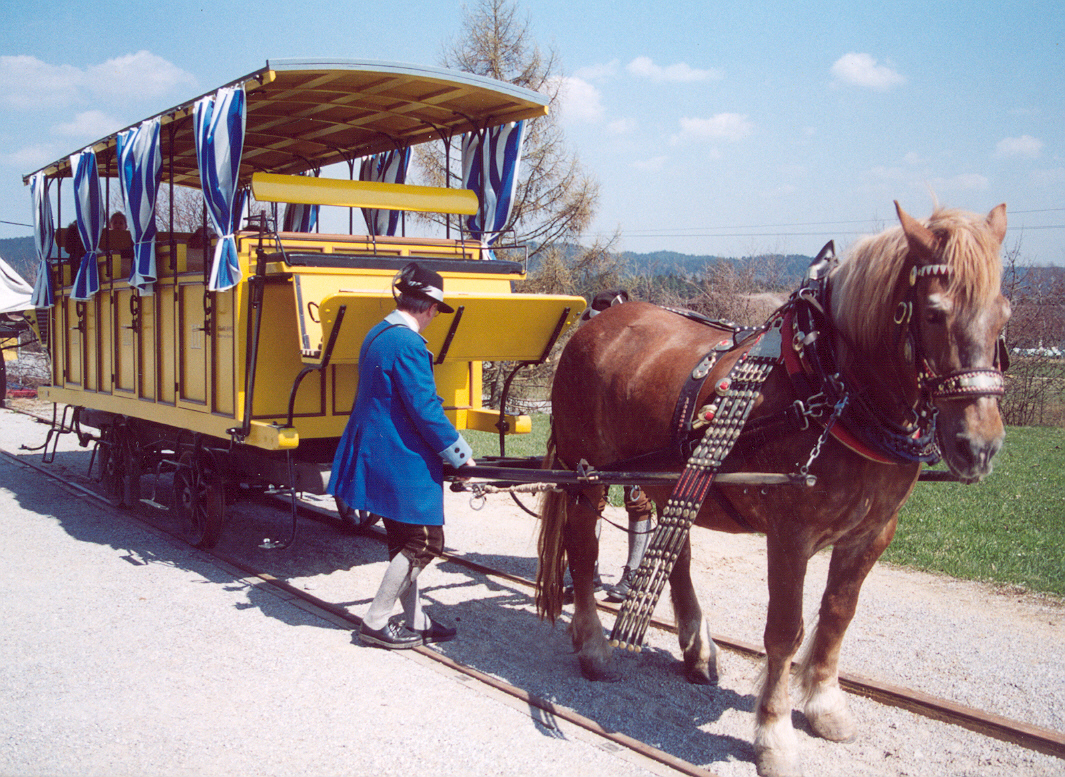
V minulosti byl kůň tažným zvířetem (koněspřežná dráha)

K domestikaci koně došlo ve stepích na území dnešní Ukrajiny, jihozápadního Ruska a Kazachstánu. Podle archeologických nálezů zbytků koňského mléka v hliněných nádobách z oblasti severního Kazachstánu byli koně domestikováni a využíváni již 5500 let před n. l. botajskou kulturou. Analýza DNA však ukázala, že tito koně nebyli přímými předky v současnosti rozšířených domestikovaných koní a měli blíže k divokým koním Převalského. Vzhledem k nálezům koní v hrobech spolu s domácími zvířaty je také možné, že byli součástí lidských společenstev už o 1500 let dříve. Ani Anatolie není místem původu domestikace.
Zpočátku byli koně především zdrojem potravy, vyobrazení jejich lovu je možné najít již jeskyních malbách z období paleolitu. V oblastech asijské stepi byli pak využíváni již i na mléko, později více i jako tažná a jezdecká zvířata, stali se zásadními v oblasti vojenství. Lidé jezdí na koni přes 4000 let. Poskytovali lidem i zábavu při lovech, různých soutěžích a dostizích. Koňské žíně byly využívány pro výrobu matrací, kartáčů, hudebních nástrojů a jiných předmětů.
V současnosti se ve vyspělých zemích využívá kůň převážně pro zábavu a v podstatně menší míře než tomu bývalo v minulosti i pro práci: například pro stahování dřeva v lesích (zvlášť při kalamitních situacích, v obtížném terénu apod.), nebo pro provoz turistických povozů (fiakr, drožka) v centrech historických městech nebo při slavnostních příležitostech. Člověk tedy odedávna využíval velkou sílu a rychlost pohybu koní. Některá koňská plemena využívaná k tahání (například klád v lesích) dokážou utáhnout břemeno o hmotnosti až kolem 2 tun (tedy dvojnásobek vlastní váhy). Ve východní a jihovýchodní Evropě je kůň na venkově stále běžným tažným zvířetem. Setkat se s nimi lze i v cirkusech. V České republice se stále častěji koně domácí objevují i v zoologických zahradách a chová je například Zoo Brno, Zoo Liberec či Zoo Tábor.
Koně se využívali a využívají i ve zdravotnictví – například při výrobě očkovacích látek a sér. Kůň má velký význam v hiporehabilitaci, léčebném a pedagogickém využití v oborech hipoterapie, psychoterapie pomocí koní, aktivity s využitím koní a parajezdectví. Největší využití koní je ale stále ve sportu.

## Plemena koní

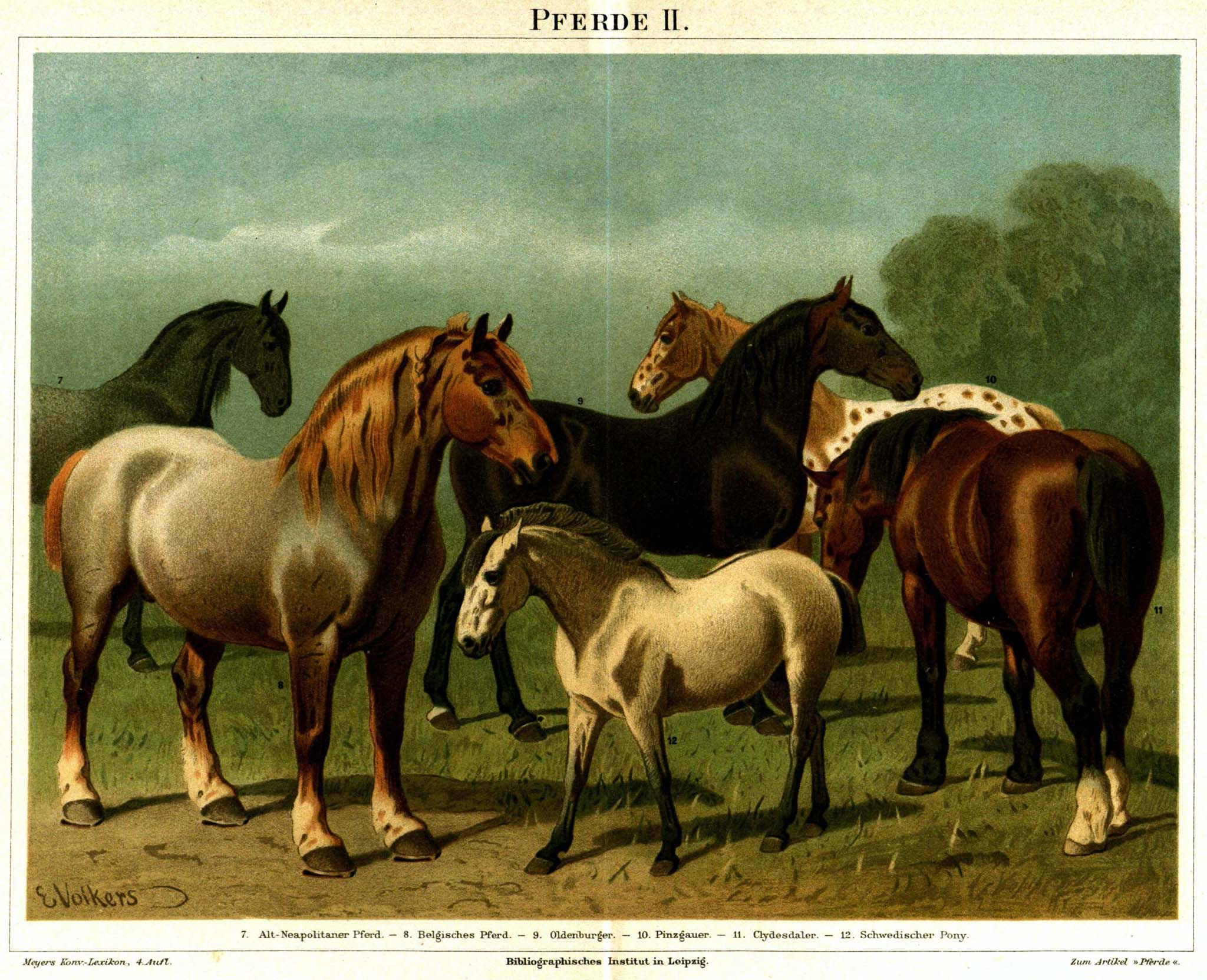
Zleva: těžký kůň, pony, lehký kůň.

Základní dělení plemen je podle stupně prošlechtění, a to na:
- primitivní plemena – zachovávají si původní způsob života, mají tvrdou konstituci, dospívají později, ale jsou dlouhověká, obvykle mívají menší vzrůst a bývají velmi přizpůsobivá
- kulturní plemena – jsou dlouhodobě šlechtěna podle chovných cílů

Podle původu se koně dají rozdělit do čtyř skupin:
- Skupina koní mongolských (stepních) – za jejich předka byl dříve považován kůň Převalského, patří sem např. kirgizský kůň, baškirský kůň, sibiřský kůň, kazašský kůň, kabardinský kůň, altajský kůň,…
- Skupina koní východních (orientálních) – za jejich předka byl dříve považován tarpan (Equus ferus)
  - podskupina koní íránských – achatelkinský kůň, jomutský kůň, lokajský kůň, karabašský kůň, perský arab,
  - podskupina koní tarpani – konik, hucul, …
  - podskupina koní arabského typu – arabský plnokrevník, berberský kůň, Shagya arab, těrský kůň, španělský kůň, andaluský kůň, lipicán, starokladrubský kůň, orlovský klusák, quarter horse, american paint horse, pinto, appaloosa, criollo, passo fino, francouzský jezdecký kůň, trakénský kůň, norfolk, yorkshirský kůň, hunter, morgan, švédský teplokrevník, brumby,…
  - podskupina koní anglického typu – anglický plnokrevník, angloarab, český teplokrevník, hannoverský kůň atd..
- Skupina koní západních – za jejich předka byl dříve považován Equus robustus, patří sem např. norik, hafling, belgický kůň, persheron, clydesdalský kůň, shirský kůň, torijský kůň, bitjug, …
- Skupina koní severských (nordických) – za jejich předka byl dříve považován Equus gracilis, např. fjordský kůň, pony (shetlandský pony, dartmoorský pony, exmoorský pony, velšský pony), connemarský pony, …

Podle temperamentu:
- Chladnokrevní koně – odvozený od koně západního, s mohutnou stavbou těla, klidní, s dobrým charakterem, nejčastěji užíváni jako tažní – belgický, norický, peršeronský, shirský
- Teplokrevní koně – odvozený od koně východního, s ušlechtilejší stavbou těla, živý, užívaní pro práci pod sedlem, jako všestranně užitkoví nebo pro sport – český teplokrevník, hannoverský kůň, huculský kůň, starokladrubský kůň
  - Plnokrevní koně – staré ušlechtilé plemeno, které si zachovalo svůj původní ráz, a je bez příměsi cizí krve, nebo teplokrevník dlouhodobě šlechtěný na určitou užitkovost s takovým stupněm prošlechtění, že požadované vlastnosti už nejdou dalším přikřižováním zlepšovat – arabský kůň, anglický plnokrevník, achaltekinský kůň
  - Polokrevní koně – kříženci plnokrevních koní s teplokrevnými – arabofríský kůň, Hispanoarab

## Sport

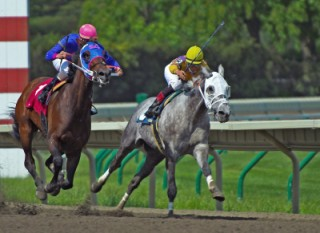
Oblíbená koňská disciplína – dostihy

Čím dál víc roste sportovní využití koní – existuje velké množství jezdeckých i vozatajských disciplín. Nejdůležitějšími soutěžemi v jezdeckém sportu jsou:
- Drezura je sportovní disciplína postavená na vzájemné harmonii a souhře koně a jezdce. Cílem drezury je co nejvíce zdokonalit pohyb koně, připravit (přijezdit) koně tak, aby byl schopen nést svého jezdce lehce, aby byl pružný, vyvážený, správně osvalený a reagoval i na ty nejjemnější pobídky svého jezdce. Pro závody jsou vypsány drezurní úlohy rozdělené do několika stupňů obtížnosti. Drezurní úloha je soubor cviků, které musí jezdec s koněm postupně udělat co nejpřesněji v určeném pořadí. Je to olympijská sportovní disciplína. Jeden z nejtěžších cviků je piaffa.
- Parkur je velmi oblíbené jezdecké odvětví, při němž kůň překonává překážky. Ty se rozdělují na překážky výškové (např. kolmý skok), šířkové (např. vodní příkop) a výškově-šířkové (např. oxer). Rozlišují se také do jednotlivých úrovní nejjednodušší ZM, Z, ZL, L, SM, S, ST, T, nejtěžší TT). Jedná se o olympijskou sportovní disciplínu.
- Soutěž jezdecké všestrannosti neboli military, jedná se o třídenní soutěž skládající se z drezury, terénní jízdy a parkuru. Je to olympijská sportovní disciplína a pro koně i jezdce je velice náročná. Jsou v ní různé obtížnosti, jak pro velké koně tak i pro pony. A jsou zde jen přírodní překážky např. kmen, voda s výskokem nebo seskokem, dřevěný rám, domek, kamenná stěna atd.
- Dostihy se dělí na rovinové dostihy, překážkové dostihy a klusácké dostihy. V podstatě se u dostihů nejedná o sport, ale o výkonnostní zkoušku, jejímž výsledkem na konci kariéry je tzv. generální handicap – GH.[zdroj?] Dostihy nejsou a nebyly nikdy řízeny tělovýchovnými organizacemi, řídí je Ministerstvo zemědělství, např. prostřednictvím Jockey clubu. Výše GH určuje vlastně kvalitu koně a tím i jeho potomstva.
  - Při rovinných dostizích běží kůň po dráze bez překážek (nejznámější jsou Derby a St. Leger).
  - Při překážkových dostizích kůň překonává proutěné, nebo pevné překážky, příkopy či vodní skoky: (Grand National (Velká národní) a Velká pardubická).
  - Při klusáckých dostizích kůň táhne jezdce na lehkém vozíku zvaném sulka. Méně obvyklé jsou klusácké dostihy pod sedlem. Kůň zde musí pouze klusat (nesmí cválat). Klusácké dostihy jsou velmi oblíbené v Americe a Francii.
- Cross-country je jízda terénem. Kůň musí skákat překážky a přitom mít nejlepší čas.

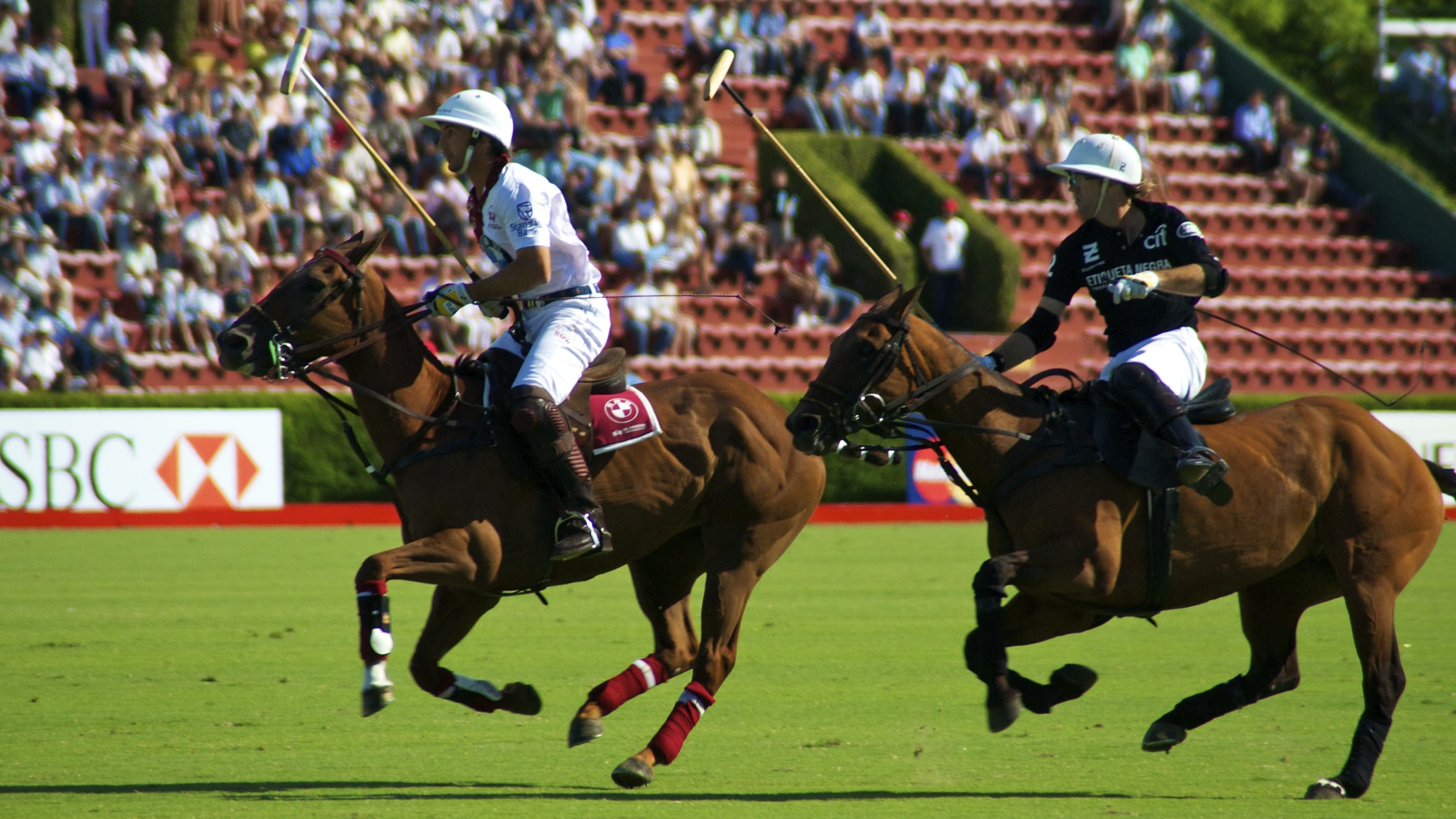
Koně se také používají ve sportu, jako je polo.

Existují i další sportovní odvětví a zvláštní soutěže provozované s koňmi:
- Kočárové soutěže resp. vozatajské soutěže jsou specializovaným sportovní odvětvím, kdy soutěžící – vozatajové – nejedou přímo na koni, ale vezou se (na povozu) na speciálním vozidle taženém koňmi (tedy jedou v kočáru). Obvykle se jedná o soutěže, kdy se testuje vozatajská zručnost na vymezené dráze. Vůz musí překonávat různé umělé překážky a speciální vozatajské branky.
- Koňské pólo je kolektivní sportovní hra s míčkem na branky, kterou hrají dvě skupiny jezdců na koních. V Česku není příliš rozšířené, v mnoha zemích světa (například v celé Americe, v jižní Asii a v některých západoevropských zemích) je velice oblíbené.
- Westernový jezdecký sport se vyvinulo v Americe na dobytkářských rančích, odtud se rozšířil do celého světa. Klade důraz především na všestrannost koně i jezdce a byla vyšlechtěna i některá plemena, která se hodí speciálně pro tento styl, jako quarter horse, american paint horse a appaloosa. Všechny disciplíny se odvíjejí od každodenní práce kovbojů.
  - trail – trasa s překážkami jako můstek, kavalety nebo branka, které jsou simulací obtížného terénu. Musí být překonány s rozvahou, v určeném pořadí a chodu
  - cutting – dobytkářská disciplína, při které musí jezdec nebo více jezdců oddělit jednoho nebo více předem určených býčků od stáda a označit je v co nejkratším čase
  - barrel racing – rychlostní disciplína, jedná se o projetí kolem tří barelů, rozestavených do trojúhelníku, přičemž ani jeden z nich nesmí být shozen
  - pole bending – jde o projetí slalomu bez shození tyče v co nejkratším čase
  - western pleasure – soutěžící jsou předvedeni všichni zároveň a na pokyn rozhodčích předvádějí jednotlivé cviky ve stanovených chodech, hodnotí se sed jezdce, pobídky, připravenost a ochota koně a v neposlední řadě i celkový vzhled a upravenost dvojice
  - reining – rychlostní disciplína, ve které však kůň musí prokázat vysoký stupeň ovladatelnosti, součástí jsou i složitější westernové prvky jako klouzavé zastavení ze cvalu, obraty, couvání, nebo nehybné stání po několik sekund
  - western horsemanship – drezurní soutěž, ve které se hodnotí zejména jezdecká vyspělost, sed a udělování pobídek.

Na konci sezóny se pořádá tzv. Hubertova jízda, kterou se slaví konec sezóny. Jezdec při ní musí chytit pírko, být nejrychlejší a v terénu skákat překážky.

## Chody a ježdění

Cválající kůň s jezdcem na Muybridgeově prvním pokusu o zachycení pohybu

Anglický styl ježdění používá anglické sedlo, chody jsou krok, klus, cval. Westernový styl je využívaný hlavně v Americe, používá se westernové sedlo, chody jsou walk, jog a lope. Otěže se drží jednou rukou, třmeny jsou delší než u anglického ježdění. Základní chody koně jsou krok, klus, cval; vedlejší chod je trysk.
- Krok má čtyřdobý takt. Tento pohyb se nazývá laterální, což znamená, že po sobě jdou vždy nejprve dvě končetiny na jedné (levé či pravé) straně. Kůň má vždy nejméně dvě končetiny v kontaktu s podložkou. Jeho krok je dlouhý, krk má uvolněný. Nohosled: LZ, LP, PZ, PP. Rychlost koně je v kroku 6–8 km/hod.
- Klus je chod koně v dvoudobém taktu. Pohyb je diagonální s krátkou fází vnosu. Klusající kůň dosahuje maximální rovnováhy a současně vykonává nejdelší možný krok. Nohosled: LZ+PP, PZ+LP. Rychlost koně v klusu je 4 m/s (15 km/h). Klusáci jsou schopni vyvinout 42–50 km/h na kratší vzdálenosti. Jsou dva druhy klusu: lehký a pracovní. V lehkém klusu se vysedává a v pracovním se sedí pevně v sedle.
- Cval rozpoznáváme na levou nebo na pravou ruku. Na jízdárně se cválá tzv. na vnitřní nohu, tj. že vedoucí je vnitřní přední noha. První nacválá vždy zadní vnější noha. Nohosled: LZ, LP+PZ, PP (na pravou ruku) a PZ, PP+LZ, LP (na levou ruku). Rychlost v terénu je až 30 km/h. Plnokrevníci na dráze běží rychlostí až 60 km/h (na kratší úsek).
- Trysk je nejrychlejším, čtyřdobým chodem. Ale je to jen název pro prodloužený cval používaný při dostizích. Přechod mezi cvalem a tryskem nazýváme rychlý cval neboli kalup (gallop). Trysk může dosahovat rychlosti až 60 km/h.

Nejvyšší změřenou rychlostí běžícího koně je hodnota 88,5 km/h, jistější je ale údaj 70,7 km/h z roku 2008.

## Jezdecká výstroj
Vybavení koní ve formě uzd a sedel se objevuje v archeologických nálezech již z doby železné. Umožňuje pokročilejší manipulaci se zvířetem a pohodlnější jízdu. Skládá se z několika částí, jejichž využití se odvíjí dle typu jezdecké disciplíny nebo pracovního nasazení zvířete. Běžnou součástí vybavení je:
- Sedlo rozkládá jezdcovu váhu po koňském hřbetu. Různá sedla se používají k různým účelům (univerzální sedlo, skokové sedlo, dostihové sedlo, drezurní sedlo, westernové sedlo). Pod sedlo se většinou umisťuje podsedlová deka neboli dečka.
- Podbřišník sedlo udržuje na hřbetu koně, probíhá za předníma nohama koně.
- Třmeny jsou připevněny k sedlu, zvyšují stabilitu jezdce a pomáhají při tzv. lehkých sedech v různých krocích.
- Uzdečka se připevňuje na hlavu koně a pomáhá jezdci nad koněm udržet kontrolu. Skládá se z nátylníku, podhrdelníku, čelenky, lícnic, otěží, nánosníku a udidla.
- Uzda se používá při přehlídkách a drezurách, na rozdíl od uzdečky, která je využívána mnohem častěji, má navíc jednu lícnici k dalšímu udidlu (uzdečka má udidlo jen jedno, uzda dvě).
- Udidlo se umisťuje do huby koně, existuje jich několik druhů (jednou, dvakrát lomené udidlo, rovné udidlo atd.). Existují i varianty bez udidel, kdy se kůň ovládá tlakem na nos, nebo udidla s pákami. Někdy se používají i martingaly, které koni brání ve zdvihání hlavy, jsou upevněny nad kohoutkem (kolem krku), k podbřišníku a k otěžím. Například parelliho ohlávka, hackamore, sidepull…
- Kamaše nebo chrániče se používají k ochraně nohou koně při práci, skákání i přepravě.
- Zvony jsou jiný druh chráničů (viz kamaše) používají se na přední nohy, aby si koně zadníma nohama nepřetrhli důležité šlachy.

Jezdec sám je pak vybaven vhodným oděvem. Jezdec má na hlavě ochrannou helmu, na horní části těla z obou stran (od ramen až po hýždě) ochrannou vestu, na nohách buď boty vysoké až ke kolenům nebo boty nízké nad kotníky (pérka). K ochraně nohou jsou ideální chapsy (návleky na nohy, které se používají k nízké botě na holeň jezdce)

## Zdraví koně
Zdravý kůň má v klidu tělesnou teplotu 37,5–38,5 °C (hříbata asi o 1 °C vyšší), klidová frekvence dýchání je asi 8–16 dechů za minutu (hříbata 10–20), tepová klidová frekvence je 35–45 tepů za minutu (hříbata 100–120).
Nemoci a úrazy koní se dají rozdělit na:
- onemocnění kopyt (například otlaky, schvácení kopyt, podotrochlóza, abscesy, hniloba rohového střelu, rozštěp kopyta, rakovina kopyt, …)
- nemoci kloubů a končetin (nálevky, špánek, kostnatění kopytních chrupavek, natažení šlachy, zášlapy a odřeniny, návní kost, zlomeniny, šinbajny, …)
- nemoci očí (zákal, zánět spojivek, …)
- nemoci dutiny ústní (řádky (otok horního patra), nemoci zubů, …)
- onemocnění kůže (podlom, dermatofilóza, otlaky, letní vyrážka, plísňová onemocnění, svrab, vši, střečkovitost, …)
- poruchy trávicí soustavy (kolika, průjem, otrava, …)
- poruchy oběhového systému (anémie, lymfangitida, africký mor koní, dehydratace, …)
- nemoci dýchací soustavy (chřipka koní, hříběcí, obrna hrtanu, COPD, kašel, vozhřivka, …)
- pohlavní onemocnění (metritida, infekční zmetání klisen, …)

Závažným onemocněním je tetanus a vzteklina, koně mohou trpět i alergiemi. Koně často napadají vnitřní i vnější paraziti – vši, svrab, klíšťata, škrkavky, tasemnice, roupi, velcí a malí strongylidi, střečci.
U koní se mohou objevovat i zlozvyky – jedná se o někdy až chorobné poruchy chování, které se opakují, i když k tomu kůň nemá důvod. Nejčastěji je to klkání, hodinaření, vzpurnost, útočnost, drbání ocasu, lechtivost, vyplazování jazyka, neochota, trhání dek a ohlávek, skřípání zubů atd.
Na zdraví koní má samozřejmě vliv naše péče, pohyb a povrch výběhu/jízdárny. Příliš tvrdý povrch neabsorbuje kinetickou energii a může působit degenerativní onemocnění kloubů a kostí. Měkký povrch koně unavuje a sypký zase může způsobit podklouznutí nebo podvrknutí.